# 26-й Берлинский международный кинофестиваль
26-й Берлинский международный кинофестиваль прошёл с 25 июня по 6 июля 1976 года в Западном Берлине.

## Жюри
- Ежи Кавалерович (председатель жюри)
- Ханнес Шмидт
- Марджори Билбоу
- Мишель Симен
- Гвидо Цинотти
- Георгий Данелия
- Вульф Харт
- Бернард Р. Кантор
- Фернандо Макотела
- Марта Месарош
- Сюдзи Тэраяма

## Конкурсная программа
- Установление личности, режиссёр Ласло Лугошши
- Каменный сад, режиссёр Parviz Kimiavi
- Белый пароход, режиссёр Болотбек Шамшиев
- Баффало Билл и индейцы, режиссёр Роберт Олтмен
- Каноэ, режиссёр Фелипе Касальс
- Дорогой Микеле, режиссёр Марио Моничелли
- Сторож пляжа в зимний сезон, режиссёр Горан Паскалевич
- Неожиданное одиночество Конрада Штейнера, режиссёр Курт Глоор
- Божественное создание, режиссёр Джузеппе Патрони Гриффи
- Доктор Палдер сеет маки, режиссёр Берт Ханстра
- Конфискация, режиссёр Марио Роблес
- Ф как Фэрбенкс, режиссёр Морис Дюговсон
- Последняя плантация, режиссёр Маркос Фариас
- Смерть в старом особняке, режиссёр Йоичи Такабаяши
- Карманные деньги, режиссёр Франсуа Трюффо
- Долгие каникулы 36-го, режиссёр Хайме Камино
- Моцарт, режиссёр Клаус Киршнер
- Ночи и дни, режиссёр Ежи Антчак
- Следователь и лес, режиссёр Рангел Вылчанов
- Человек, который упал на Землю, режиссёр Николас Роуг
- Потерянная жизнь, режиссёр Оттокар Рунце
- Заколдованные столики, режиссёр Януш Маевский

## Награды
- Золотой медведь:
  - Баффало Билл и индейцы, режиссёр Роберт Олтмен
- Золотой Медведь за лучший короткометражный фильм:
  - Horu — munakata shiko no sekai
- Серебряный Медведь:
  - Установление личности
  - Каменный сад
- Серебряный Медведь за лучшую мужскую роль:
  - Герхард Ольшевский — Потерянная жизнь
- Серебряный Медведь за лучшую женскую роль:
  - Ядвига Бараньска — Ночи и дни
- Серебряный Медведь за лучшую режиссёрскую работу:
  - Марио Моничелли — Дорогой Микеле
- Серебряный Медведь - специальный приз за лучший короткометражный фильм:
  - Ominide
  - Поезда
- Серебряный Медведь - специальный приз жюри:
  - Каноэ
- Приз международной ассоциации кинокритиков (ФИПРЕССИ):
- Приз ФИПРЕССИ (конкурсная программа):
  - Долгие каникулы 36-го
- Приз ФИПРЕССИ (программа «Форум»):
  - Письмо из моей деревни
  - Божественный план
- Приз имени Отто Дибелиуса международного евангелического жюри:
- Приз имени Отто Дибелиуса международного евангелического жюри (конкурсная программа):
  - Неожиданное одиночество Конрада Штейнера
- Приз имени Отто Дибелиуса международного евангелического жюри (программа «Форум»):
  - Повседневная жизнь в сирийской деревне
- Приз международного евангелического жюри - рекомендация:
- Приз международного евангелического жюри - рекомендация (конкурсная программа):
  - Долгие каникулы 36-го
  - Конфискация
- Приз международного евангелического жюри - рекомендация (программа «Форум»):
  - Ассистент
  - Лабиринт
- Приз Международной Католической организации в области кино (OCIC):
- Приз Международной Католической организации в области кино (конкурсная программа):
  - Неожиданное одиночество Конрада Штейнера
- Приз Международной Католической организации в области кино (программа «Форум»):
  - Письмо из моей деревни
- Приз Международной Католической организации в области кино - рекомендация:
- Приз Международной Католической организации в области кино - рекомендация (конкурсная программа):
  - Установление личности
  - Карманные деньги
  - Ф как Фэрбенкс
- Награда C.I.D.A.L.C.:
  - Потерянная жизнь
- Специальный приз C.I.D.A.L.C.:
  - Сторож пляжа в зимний сезон
- Премия международного союза кинокритиков (UNICRIT):
  - Ночи и дни
- Премия международного союза кинокритиков - особое упоминание:
  - Долгие каникулы 36-го
- Приз газеты Berliner Morgenpost:
  - Карманные деньги